# フリッツ・バウマン
フリッツ・バウマン（Fritz Baumann、1886年5月3日 - 1942年10月9日）はスイスの画家である。

## 略歴
スイス北部のバーゼルで生まれた。1902年から3年ほど、画家の見習いをした後、1905年にバーゼルの美術学校で、画家のフリッツ・シダー(Fritz Schider)に絵を学び、1906年から1年間、ミュンヘン美術院で学んだ。ローマを旅し、1909年にはパリに旅した。1910年から1911年はカールスルーエに滞在し、その後1913年までパリで活動した。ベルリンで、1913年に開かれた大規模な前衛画家の展覧会、「Erster Deutscher Herbstsalon（最初のドイツ秋季展）」に、バウマンは3点の木版画を出展した。
その後、バーゼルに戻り、1915年から1918年の間は兵役につきスイス南部のティチーノ州に駐留した。美術教師としても働き、女性のための実業学校やバーゼルの実業学校でも教えた。1918年にバーゼルで前衛画家のグループ「Das Neue Leben」を作るが1919年には開催し、1919年にチューリッヒのダダイズムの芸術家グループ、「Radikale Künstler」の創立メンバーになった。
生涯を通じて、スイスの表現主義の画家、アルノルト・ブリュガー(Arnold Brügger: 1888-1975)やオットー・モラハ(Otto Morach: 1887-1973)と友人であった。さまざまなスタイルの作品を描いたが表現主義の作品などが評価されている。
うつ病になっていて、1916年から1920年にかけて制作した絵画のかなりの部分を自ら破壊し、ライン川に投げ捨て、その後も繰り返しうつの状態に陥り、1942年にバーゼルで自殺した。

## 作品

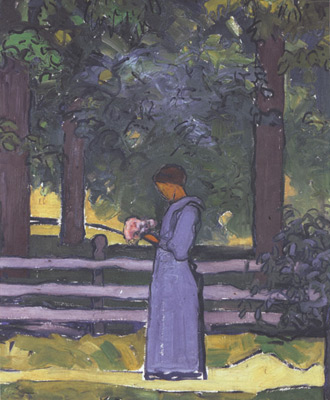
"Anny im Garten" (1912)
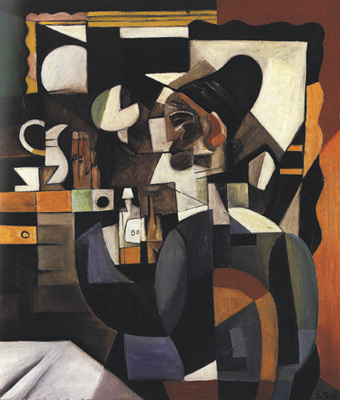
キュビスムの作品 (1918)
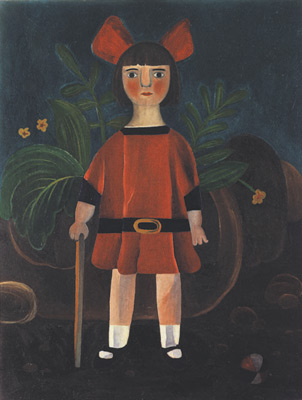
"Yvonne" (1921)
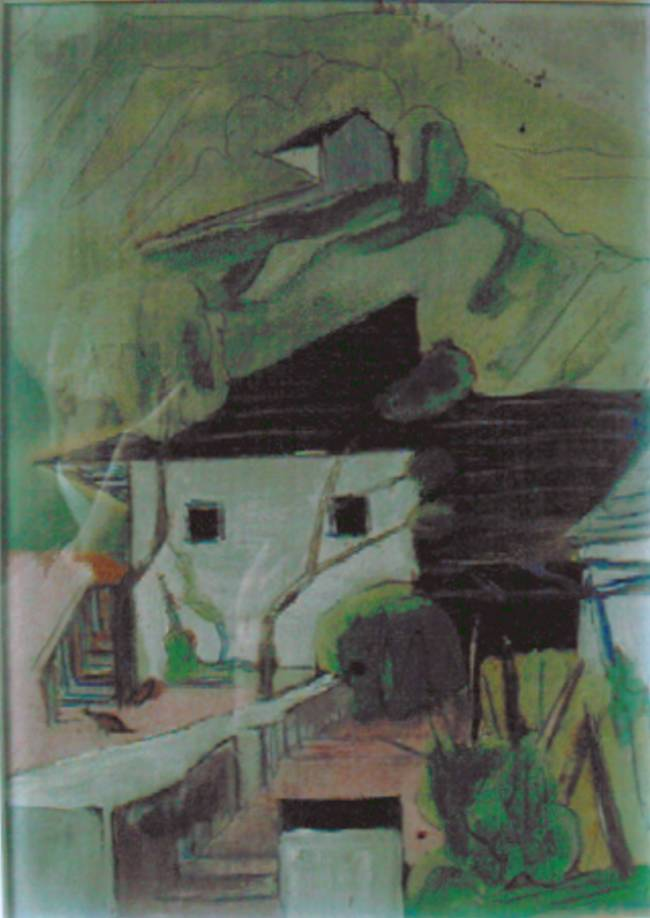
ティチーノ州の山小屋　(1928)

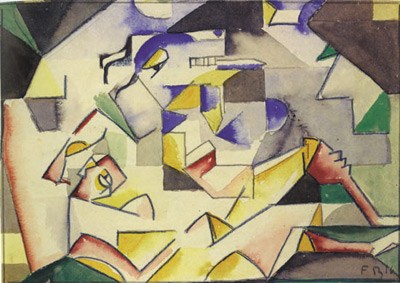
戦傷者 (1916)
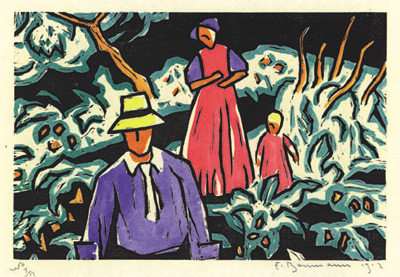
庭の家族 (木版画) (1912)
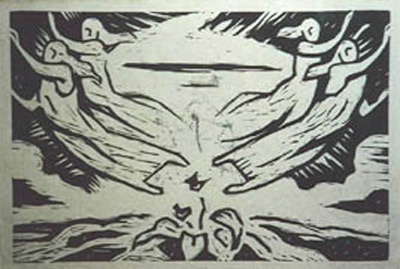
天使 (木版画) (1912)